# Landeshaus Düsseldorf

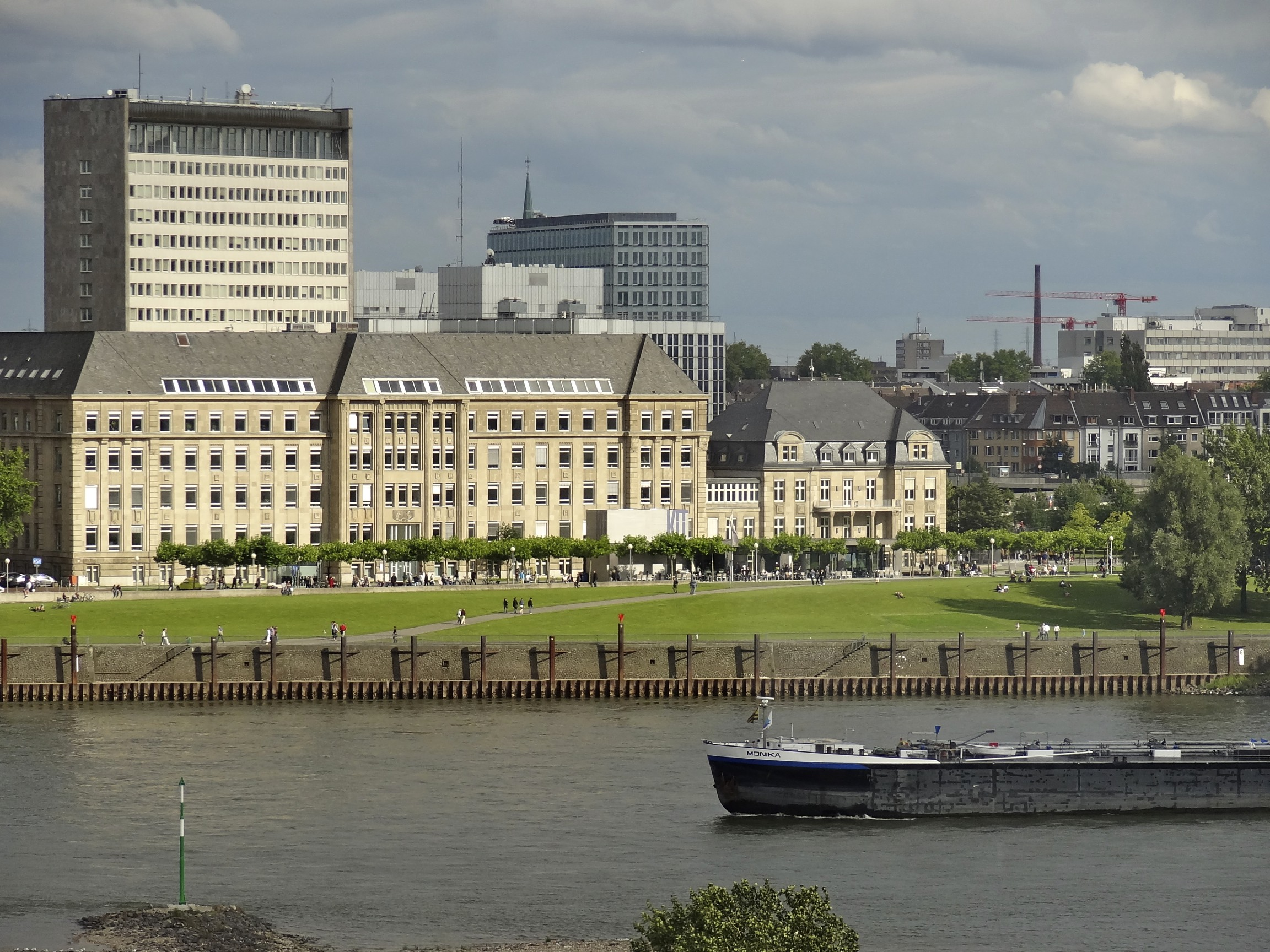
Landeshaus Düsseldorf, heutige Ansicht

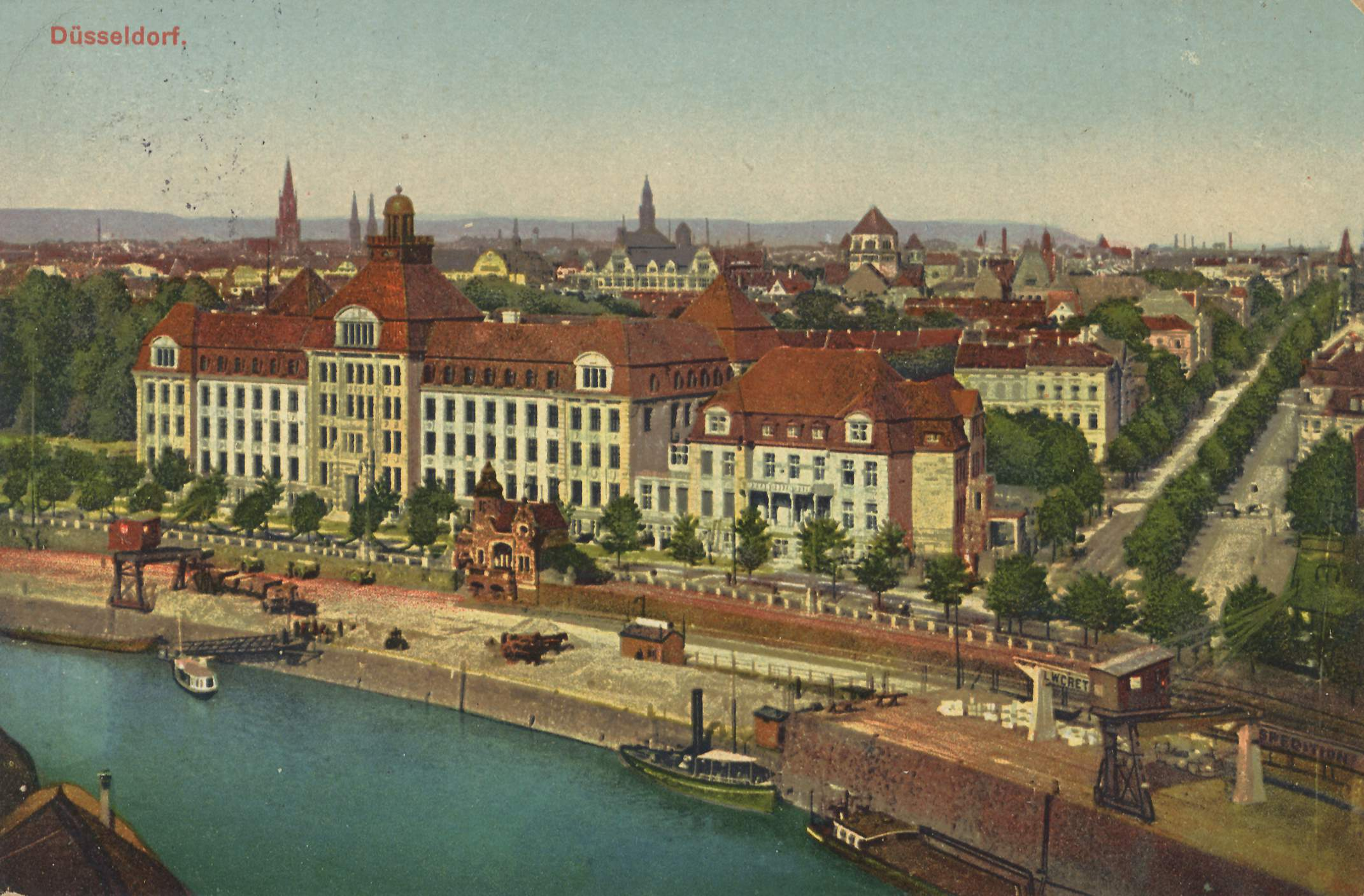
Landeshaus mit Stadtansicht um 1912

Das  Landeshaus Düsseldorf wurde zeitgleich mit der benachbarten Villa Horion von 1909 bis 1911 von dem Architekten Hermann vom Endt erbaut. Es liegt am Düsseldorfer Rheinknie und ist der Amtssitz des Ministerpräsidenten des Landes Nordrhein-Westfalen und dessen Staatskanzlei.

## Geschichte
Von 1911 bis 1945 befand sich im heutigen Landeshaus die Zentralverwaltung des Rheinischen Provinzialverbandes, der kommunalverbandlichen Selbstverwaltung der Rheinprovinz, 1945 bis 1953 der provisorischen Selbstverwaltung. Der Landeshauptmann saß nebenan in der Villa Horion.
1945/46 war das Landeshaus Sitz der Provinz Nordrhein, es beherbergte auch verschiedene Ministerien des Landes Nordrhein-Westfalen. Von 1954 bis 1959 war hier die Zentralverwaltung des Landschaftsverbandes Rheinland zusammen mit verschiedenen Ministerien des Landes Nordrhein-Westfalen untergebracht. Nach dem Umzug des Landschaftsverbandes ins neue Landeshaus Köln erfolgte von 1959 bis 1961 eine Grundsanierung. Ab 1961 war das Gebäude Sitz des Ministeriums für Arbeit und Soziales bzw. ab 1970 des Ministeriums für Arbeit, Gesundheit und Soziales, das bis 1996 hier untergebracht war. Von 1961 bis 1999 befand sich im Landeshaus außerdem der Amtssitz des Ministerpräsidenten des Landes Nordrhein-Westfalen und seiner Staatskanzlei. Dann beschloss Ministerpräsident Wolfgang Clement, seinen Amtssitz und die Staatskanzlei in das neu erbaute Stadttor-Hochhaus zu verlegen.
In den Jahren 1999 bis 2000 erfolgte eine erneute Grundsanierung. Von 2001 bis 2002 beherbergte das Gebäude wieder das Ministerium für Arbeit, Soziales, Qualifikation und Technologie; von 2002 bis 2005 war es Sitz des Ministeriums für Wirtschaft und Arbeit. Von 2005 bis 2010 befand sich dort das Ministerium für Generationen, Familie, Frauen und Integration, von 2010 bis 2017 das Ministerium für Gesundheit, Emanzipation, Pflege und Alter des Landes Nordrhein-Westfalen.
2017 beschloss die Landesregierung unter Ministerpräsident Armin Laschet, das zentral im Regierungsviertel und repräsentativ an Rhein und Rheinuferpromenade gelegene Haus wieder als Sitz des Ministerpräsidenten und der Staatskanzlei zu nutzen.

## Beschreibung

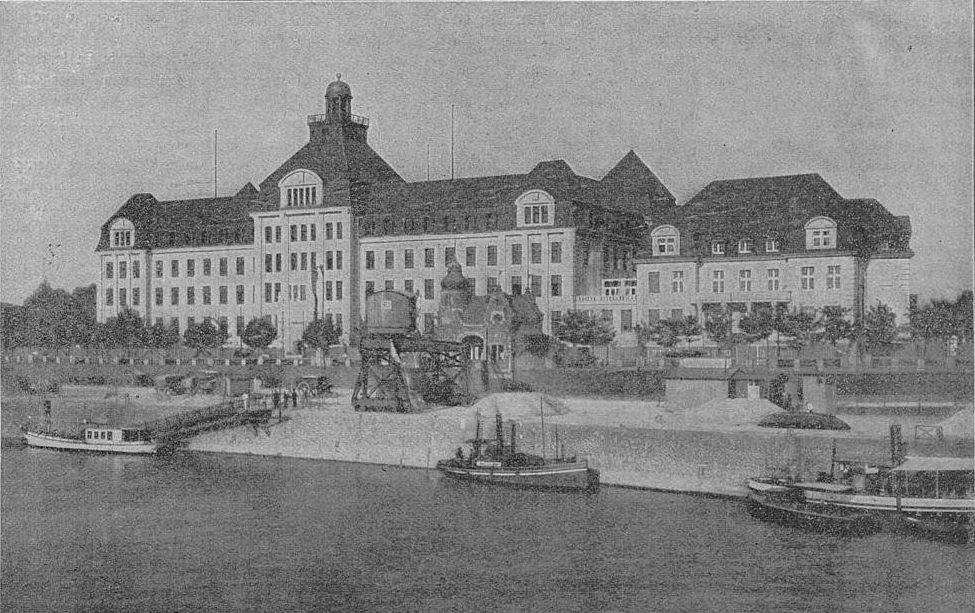
Landeshaus Düsseldorf am Bergerufer, Foto Julius Söhn, 1911

Das Gebäude wurde als Vierflügelanlage entworfen, wobei die Hauptfassade zum Rhein am Mannesmannufer (vormals Bergerufer) ausgerichtet ist. Ursprünglich erhoben sich über dem rustifizierten Erdgeschoss drei Obergeschosse, nach dem Zweiten Weltkrieg kam ein weiteres Geschoss hinzu. Die Hauptfassade ist in einen Mittel- und zwei Seitenrisalite gegliedert. Als Amts- und Wohnsitz des Landeshauptmanns der Rheinprovinz wurde – im gleichen Baustil und in baulicher Verbindung mit dem Verwaltungsgebäude des Provinzialverbandes – die Villa Horion errichtet.